# Солуянов, Юрий Иванович
Юрий Иванович Солуянов (род. 25 сентября 1939 года в Горьком) — советский и российский строитель, с 1982 года является руководителем (с 2017 года — председатель совета директоров) АО «Татэлектромонтаж».

## Биография
Родился 25 сентября 1939 года в Горьком.
В 1961 году окончил Горьковский политехнический институт по специальности «Электрификация промышленных предприятий и установок», сразу же начал трудовую деятельность. Всю жизнь работал в сфере электромонтажного производства: с 1961 по 1968 год работал в Альметьевском монтажном управлении треста Татэлектромонтаж мастером, прорабом, начальником участка, начальником производственно-технического отдела. В 1968—1973 годах был главным инженером, позже — начальником Нижнекамского управления. С 1973 по 1977 год работал начальником Второго Казанского монтажного управления. В 1977 году был переведён на работу главным инженером в трест Татэлектромонтаж, а в 1982 году стал его руководителем. В 1993 году после реорганизации треста в акционерное общество собрание акционеров единогласно избрало его на должность генерального директора.
Юрий Солуянов также занимается научной деятельностью, является профессором Казанского государственного энергетического университета, доктор технических наук, президент Ассоциации «Росэлектромонтаж» (с 2014 года).
В октябре 2005 года был избран депутатом городского совета Казани.
Опубликовал 75 научных работ в международных и центральных изданиях, участвовал в создании учебников и монографий. Имеет авторские свидетельства и патенты.
Заслуженный строитель РТ (1989), Почётный строитель России (1998), Почётный монтажник, Почётный гражданин Казани (2011).
Награждён медалями «В память 1000-летия Казани», «В ознаменование 100-летия со дня рождения Ленина» (1971), «За доблестный труд» (Татарстан, 2007), орденами «Знак Почёта» (1981), Дружбы (1999) и прочими.